# Maisonneuve–Rosemont
Pour les articles homonymes, voir Maisonneuve et Rosemont.
Maisonneuve—Rosemont (aussi connue sous le nom de Maisonneuve) fut une circonscription électorale fédérale du Québec, située sur l'île de Montréal. Elle fut représentée à la Chambre des communes de 1935 à 1979.
La circonscription fut créée en 1933 avec des parties de la circonscription de Maisonneuve. En 1966, la circonscription fut abolie et redistribuée parmi les circonscriptions de Gamelin et Lafontaine ainsi que la nouvelle circonscription de Maisonneuve.
La nouvelle circonscription de Maisonneuve fut créée avec des parties d'Hochelaga, Mercier et Maisonneuve—Rosemont. En 1970, Maisonneuve redevint Maisonneuve—Rosemont. Abolie en 1976, elle fut divisée parmi les circonscriptions de Gamelin, Maisonneuve, Hochelaga—Maisonneuve, Rosemont et Saint-Léonard.

## Géographie
En 1892, la circonscription comprenait:
- Une partie de la ville de Montréal dont une partie des quartiers Maisonneuve et Rosemont

## Députés
1. 1935-1953 — Sarto Fournier, PLC
2. 1953-1965 — Jean-Paul Deschatelets, PLC
3. 1965-1974 — J.-Antonio Thomas, PLC
4. 1974-1979 — Serge Joyal, PLC (député jusqu'en 1984)

- PLC = Parti libéral du Canada